# Pal·ladodimita
La pal·ladodimita és un mineral de la classe dels sulfurs.

## Característiques
La pal·ladodimita és un sulfur, un aliatge de pal·ladi, rodi i arsènic de fórmula química (Pd,Rh)₂As. Cristal·litza en el sistema ortoròmbic. La localitat tipus d'aquesta espècie es troba al riu Miass, a l'óblast de Txeliàbinsk (Urals, Rússia). També se n'ha trobat a Pefki (Epir, Grècia).
Segons la classificació de Nickel-Strunz, la pal·ladodimita pertany a «02.AC: Aliatges de metal·loides amb PGE» juntament amb els següents minerals: atheneïta, vincentita, arsenopal·ladinita, mertieïta-II, stillwaterita, isomertieïta, mertieïta-I, miessiïta, palarstanur, estibiopal·ladinita, menshikovita, majakita, pal·ladoarsenur, pal·ladobismutarsenur, rodarsenur, naldrettita, polkanovita, genkinita, ungavaïta, polarita, borishanskiïta, froodita i iridarsenita.